# Chalicodoma pluto
Chalicodoma pluto је инсект из реда Hymenoptera и фамилије Megachilidae.

## Угроженост
Подаци о распрострањености ове врсте су недовољни.

## Распрострањење
Ареал врсте је ограничен на једну државу. 
Индонезија је једино познато природно станиште врсте.